# Unas
Unas fou el darrer faraó de la dinastia V de l'antic Egipte, que va governar, segons la cronologia mínima, vers el 2380 fins al 2350 aC.

## Nom
El seu nom d'Horus fou Uadjtawi ('El que fa prosperar les dues terres'), el nom Nebti Uadjemnebti ('El que floreix amb les dues senyores'), el nom d'Horus d'or Biknubuadj ('El falcó daurat floreix'); nom Sa Ra: Unas. És el Jaunnos de Manethó (Jaumos a les llistes egípcies).
| wn · n | i | s |

| wn · n | i | s |

## Família i visir
Se'l suposa fill de Djedkare, al qual va succeir. Les seves dones foren Nebit (la principal) i Khenut. La primera està enterrada en una mastaba a l'est de la piràmide d'Unas, prop de la mastaba de la segona. És possible que tingués dos fills, que se suposa que no li van sobreviure: Uenisakh (Hemtra?) i Ptahshepses, i una filla, Iput, que es va casar amb Teti II, que va quedar legitimat per pujar al tron.
El seu visir principal fou Kagemni, que ja exercia altes funcions en temps de Djedkare, i que va continuar en funcions en temps de Teti I. Kagemni està enterrat a Saqqara, en una mastaba prop de la cara nord de la piràmide de Teti, i és una de les tombes més grans, amb uns 1.000 metres quadrats. Kenu, un altre noble, tingué els títols de supervisor de la piràmide d'Unas i de noble del rei de la gran casa.

## Dades sobre el seu regnat
El papir de Torí dona al seu regnat una duració de 30 anys i Manethó n'hi dona 33 (15 recomptes de bestiar). El seu nom s'ha trobat gravat a Elefantina i en una gerra a Biblos. Durant el seu regnat, va prosperar el culte a Osiris. Amb Unas, va acabar la dinastia V d'Egipte; li va seguir la dinastia VI d'Egipte, iniciada per Teti II.
No va construir temple solar, quasi segur per raons exclusivament econòmiques, ja que l'estat s'havia anat empobrint i hi hagué un estancament de la riquesa dels nobles i del clergat d'Heliòpolis, mentre la noblesa provincial augmentà la riquesa i l'autonomia, i els càrrecs esdevenen hereditaris.

## Piràmide i complex funerari

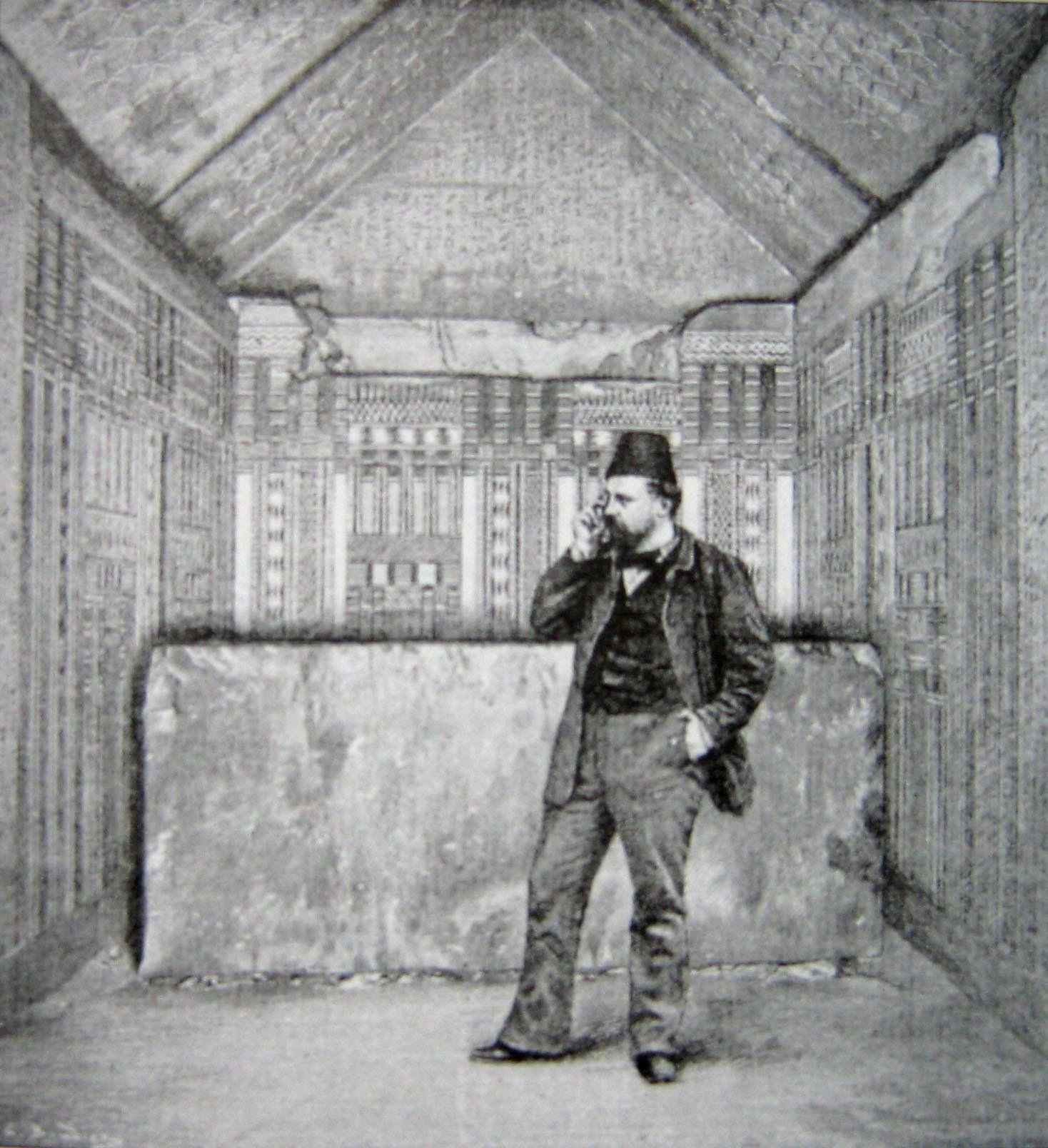
Gaston Maspero dins la cambra funerària de la piràmide d'Unas poc després del seu descobriment

La seva piràmide es troba a Saqqara, al sud del complex funerari de Djoser. La seva tomba té un temple de la vall del qual surt una calçada fins al temple funerari i a l'entrada de la piràmide per la cara nord. S'hi han trobat gravats amb escenes de la vida diària i entre aquestes d'una epidèmia de fam del final del regnat d'Unas. La calçada tenia quasi 700 metres. El temple funerari fou acabat pel seu successor Teti. El culte a Una va durar bastant de temps després de la seva mort. Al pati, hi havia 18 columnes de granit vermell, menys dues que eren de pedra calcària marró. Al voltant de la piràmide, hi havia una paret de pedra de 7 metres d'alçada. A la piràmide, com en d'altres del mateix període, un corredor, i una cambra i una recambra que donava pas a la cambra funerària, que tenia uns 20 metres quadrats; es va trobar el sarcòfag i algunes restes suposadament del faraó.
La piràmide, encara que no gaire gran (57.7 de base per 43 metres d'alçada), és la primera que té les parets d'algunes cambres decorades amb els anomenats texts de les piràmides, una sèrie de fórmules màgiques i encanteris (a la d'Unas, n'hi havia 228 inicials i moltes d'altres afegides després, fins a 759); més tard, es van escriure als sarcòfags (primer període entremig) i finalment en papir (Imperi nou), i donaren origen al Llibre dels morts. En temps de Ramsès II, el seu fill Khaemwaset va restaurar la piràmide. Les dues reines, Khenut i Nebit, n'estan enterrades a la vora, en mastabes. Aquesta piràmide fou anomenada "Els bonics llocs d'Unas".